# Черкасово (Китмановський район)
Черка́сово (рос. Черкасово) — село у складі Китмановського району Алтайського краю, Росія. Входить до складу Октябрської сільської ради.

## Населення
Населення — 272 особи (2010; 406 у 2002).
Національний склад (станом на 2002 рік):
- росіяни — 94 %